# Вулканический остров

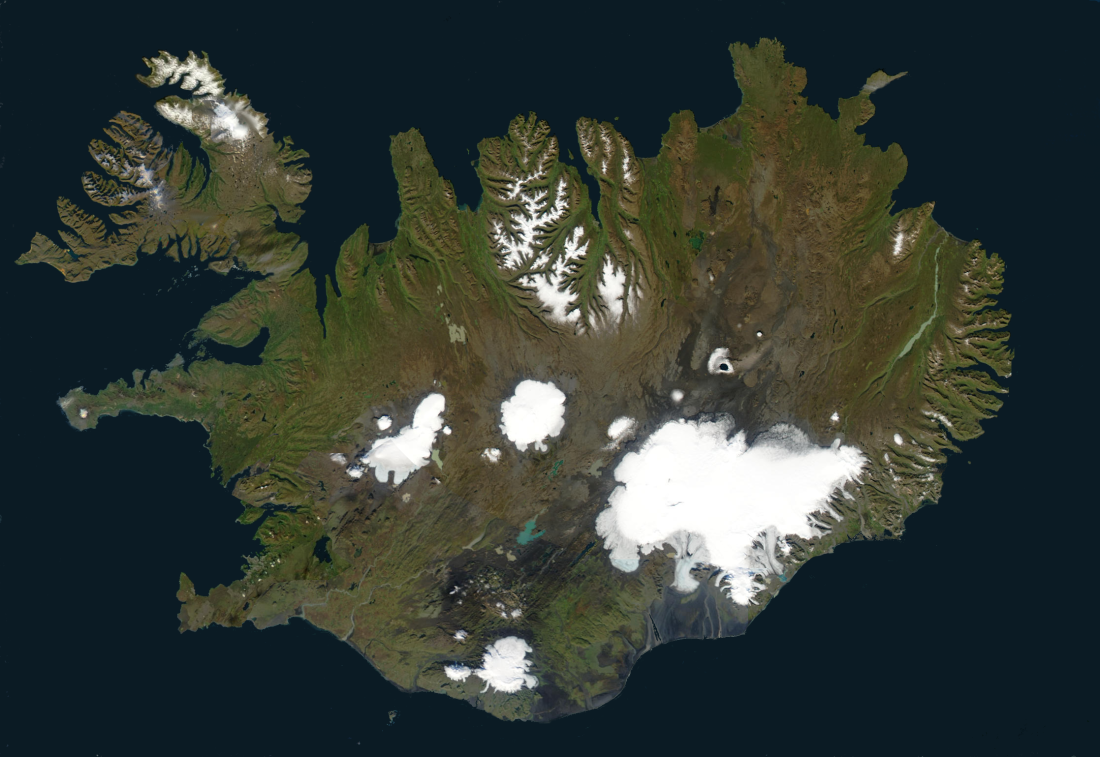
Исландия, вид из космоса

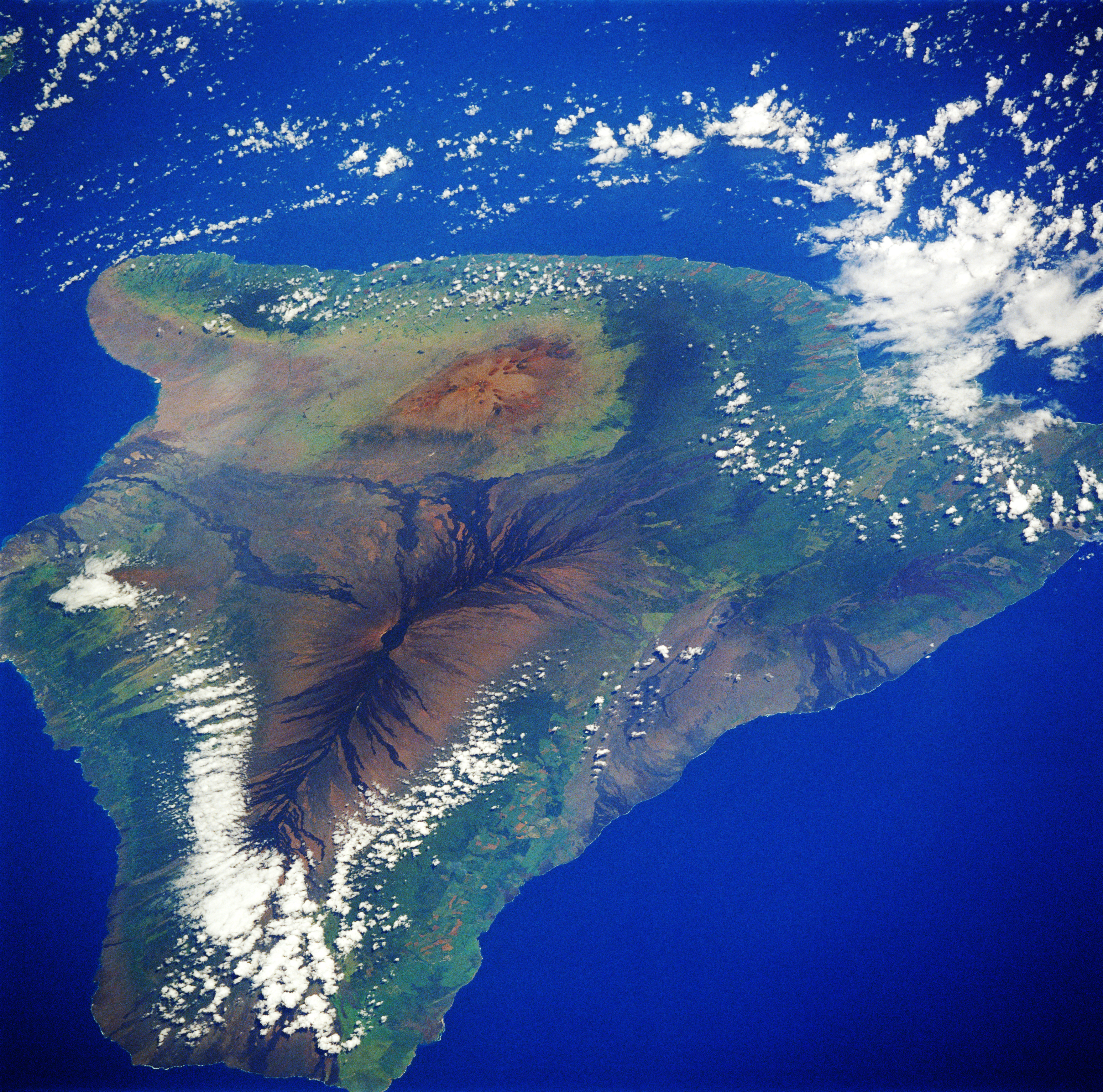
Остров Гавайи, вид из космоса

Вулканический остров — остров, появившийся над поверхностью воды в результате извержения вулкана на дне океана.

## Описание
Обычно возникает ряд вулканических островов, являющихся верхней частью вулканической гряды, расположенных с определённой закономерностью (Гавайские острова, Канарские острова, Курильские острова и т. д.)
Остров представляет собой верхушку подводного вулкана, поднятую над поверхностью океана. Образование острова происходит в несколько фаз.
Ч. Дарвин предположил, что рост коралловых островов (атоллов) происходит в процессе постепенного опускания вулканических островов. Он отметил, что атоллы обычно образуются путём обрастания вулканического острова коралловым рифом, формирующим кольцевой пояс.
1. Самым крупным вулканическим островом является остров Исландия.
2. Вторым по надводному размеру — остров Гавайи — образован извержением 5 вулканов.
3. На третьем месте — остров Бали.

В России самым крупным вулканическим островом является остров Итуруп.